# Römertshofen
Römertshofen ist ein Ortsteil der Gemeinde Moorenweis im oberbayerischen Landkreis Fürstenfeldbruck. Das Kirchdorf liegt circa drei Kilometer nördlich von Moorenweis.

## Baudenkmäler
Siehe auch: Liste der Baudenkmäler in Römertshofen
- Kapelle St. Maria Rosenkranzkönigin